# Saarloq
Saarloq är ett samhälle med 34 invånare (2015) i Kujalleq kommun i Grönland. Saarloq betyder "det tunnslitna/skalliga stället", och är beläget på en liten och låg skärgårdsö med samma namn. Öborna ägnar sig till stor del åt jakt och fiske.